# 黑翼飛脂鯉
黑翼飛脂鯉（学名：Carnegiella marthae），又稱黑翅斧頭魚，為輻鰭魚綱脂鯉目胸斧脂鯉科的其中一種。

## 分布
本魚分布於秘魯巴西的亞馬遜河上游集委內瑞拉奧里諾科河流域。

## 特徵
本魚體型為典型的側深形，背部平坦。側線上方的淺黃色向下逐漸變成銀白色，一條深色輪廓線延伸到腹面，在眼睛下方消失。全身覆蓋著深色的小斑點，胸鰭很發達，適宜在水面跳躍和滑動。體長可達2.8公分。

## 生態
本魚棲息在森林的溪流中，喜群游，屬雜食性，以昆蟲、甲殼動物等為食。當遇掠食者或覓食時會躍出水面，利用胸鰭滑翔一段距離。

## 經濟利用
為觀賞性魚類，飼養時須加蓋。